# Jan Chromy
Jan Chromy (ur. 30 października 1892 w Górnej Wsi, zm. ?) – podpułkownik piechoty Wojska Polskiego, działacz niepodległościowy, kawaler Orderu Virtuti Militari.

## Życiorys
Urodził się 30 października 1892 w Górnej Wsi (obecnie dzielnica Myślenic), w rodzinie Antoniego i Marianny Kipek. Uczęszczał do gimnazjum w Myślenicach (w 1913 zrezygnował z nauki), był członkiem drużyny harcerskiej oraz Związku Strzeleckiego, w którym używał pseudonimu Dialewski. W 1914 wstąpił do Legionów Polskich. Początkowo pełnił służbę w 1 Pułku Piechoty, a następnie w 5. i 7. kompanii 5 Pułku Piechoty . 5 lipca 1916, jako sekcyjny 5. kompanii został ranny w bitwie pod Kostiuchnówką. Od 9 lipca tego roku przebywał w Szpitalu Rezerwowym w Radomiu. 17 kwietnia 1917 został uznany za inwalidę i zwolniony ze służby .
18 marca 1919, jako podoficer byłych Legionów Polskich został mianowany z dniem 1 marca tego roku podporucznikiem piechoty. Służył wówczas w 5 Pułku Piechoty Legionów.
3 maja 1922 został zweryfikowany w stopniu kapitana ze starszeństwem od 1 czerwca 1919 i 1211. lokatą w korpusie oficerów piechoty. 18 lutego 1928 został mianowany majorem ze starszeństwem z 1 stycznia 1928 i 76. lokatą w korpusie oficerów piechoty. W kwietniu tego roku został wyznaczony w 1 Pułku Piechoty Legionów w Wilnie na stanowisko kwatermistrza. W marcu 1930 został przesunięty na stanowisko dowódcy batalionu. Z dniem 15 stycznia 1931 został przydzielony na okres jednego miesiąca, a z dniem 1 marca tego roku przeniesiony do Biura Personalnego Ministerstwa Spraw Wojskowych. W sierpniu 1931 został przeniesiony do Departamentu Piechoty Ministerstwa Spraw Wojskowych na stanowisko szefa wydziału personalnego. 14 grudnia 1931 został mianowany podpułkownikiem ze starszeństwem z 1 stycznia 1932 i 30. lokatą w korpusie oficerów piechoty. Z dniem 1 maja 1932 został przeniesiony do 32 Pułku Piechoty w Modlinie na stanowisko zastępcy dowódcy pułku. Po czerwcu 1935 został przeniesiony do Dowództwa Okręgu Korpusu Nr I w Warszawie na stanowisko zastępcy kierownika 1 Okręgowego Urzędu Wychowania Fizycznego i Przysposobienia Wojskowego.
Przebywał w niemieckiej niewoli, w Oflagu VI E Dorsten .

## Ordery i odznaczenia
- Krzyż Srebrny Orderu Wojskowego Virtuti Militari nr 6549 (17 maja 1922)[19][20][21]
- Krzyż Niepodległości (13 kwietnia 1931)[22]
- Krzyż Kawalerski Orderu Odrodzenia Polski (10 listopada 1938)[23][24]
- Krzyż Walecznych (czterokrotnie)[20]
- Złoty Krzyż Zasługi (10 listopada 1928)[25][20]